# Bathyechiniscus tetronyx
Bathyechiniscus Steiner, 1926 è un genere monospecifico di tardigradi appartenente alla famiglia Styraconyxidae, la cui unica specie è Bathyechiniscus tetronyx.
La specie fu identificata e classificata da Gotthold Steiner nel 1926, ed è stata rivnenuta nel Mare di Davis, nell'Oceano antartico. Deve il suo nome alla presenza di quattro uncini su ogni chela.